# Театральна бібліотека (Санкт-Петербург)
Театральна бібліотека (Санкт-Петербург) (офіційна назва рос. Санкт-Петербургская государственная Театральная библиотека) — старовинна профільна бібліотека щодо історії театру, розташована у місті Санкт-Петербург.

## Заснування
Бібліотека була заснована за наказом імператриці Єлизавети Петрівни у вересні 1756 року як Бібліотека придворного театру (такою була її первісна назва згідно з наказом). Таким чином вона замислювалась як зібрання лібретто, нот і рукописів, що мали використовувати для потреб імператорського придворного театру. Невелика на той час, вона розміщалась у пересувних сундуках. Бібліотека придворного театру переживе чотирьох російських імператорів, допоки у 1832 році отримає перше постійне приміщення у величній споруді Александрінського театру на Невському проспекті). Саме у цій збірці збереглися донині ще рукописні п'єси першої російської театральної трупи Федора Волкова.

## Приміщення

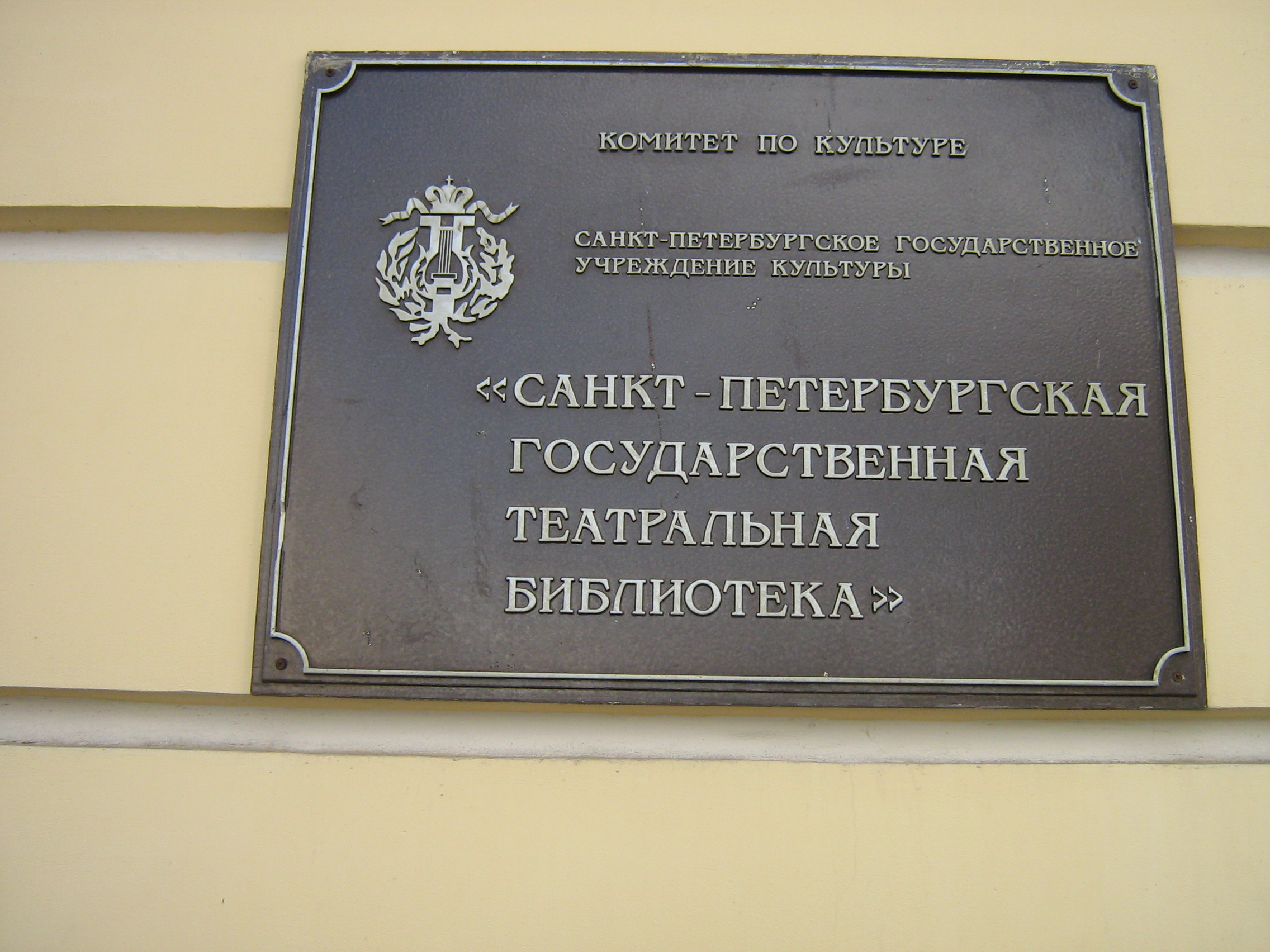

Згодом бібліотека помітно збільшилась. 1889 року Дирекція імператорських театрів наказала обладнати для бібліотеки декілька кімнат у вибудованому колись корпусі ліворуч від Александрінського театру ще архітектором Карло Россі (1775—1849). Бібліотека сусідувала з Імператорським театральним училищем і постійно збільшувалась. В добу першого запровадження капіталізму бібліотеці надали невеликі приміщення, а три зали отримали двоярусні дубові шафи для колекції рукописів, нот, лібретто і книг театральної тематики. Наверх можна було дістатись гвинтовими чавунними сходинками, ґратки котрих прикрашали чавунні зображення ліри з лавровими віночками. Саме це зображення мали і срібні ґудзики учнів і учениць Імператорського театрального училища. За часів СРСР — це уславлена у світі Академія російського балету імені А. Я. Ваганової.
Фондосховища були створені 1924 року.
Театральній бібліотеці віддали невелике приміщення колишніх гаражів, розташованих за адресою вул. Мала Садова (до 1998 р.) Перший поверх колишніх гаражів за планом мав прийняти старі періодичні видання, дублікати (котрі має кожна важлива бібліотека), рідкісні видання, що не мають широкого попиту, але списати їх — злочин. Це необхідно для того, аби хоч ненабагато розвантажити затісні на початок 21 ст. основні приміщення бібліотеки.

## Відділи
- Генеральний каталог (на початок 21 ст. — уніфікаційний комп'ютерний каталог)
- Довідково-бібліографічний відділ
- Відділ рукописів
- Відділ обробки і комплектування книжкових фондів
- Відділ художньо-сценографічний (ескізи, малюнки, альбоми, коштовні видання, фото)
- Фонд драматичної цензури (цензурні перевірки, заборони і дозволи[1]) тощо.
- Читальна зала лише на тридцять (30) місць (на 1998 рік)

Наприкінці 19 ст. у Москві виникла приватна збірка театральної старовини і антикварних матеріалів, котру зібрав освічений купець Бахрушин Олексій Олександрович (1865—1929). Згодом ця унікальна на той час колекція стане основою для створення Театрального музею імені Бахрушина. Музей також збирав рукописи і щоденники російських і іноземних акторів і театральних діячів, їх листування, ноти, афіші і лібретто , альбоми і фото, зразки театрального реквізиту, макети і ескізи декорацій, персональні речі, скульптури і портрети і навіть меблі театральних акторів і режисерів або пуанти відомих балерин. Тобто, це був комплекс театральних речей музейного спрямування.
Ніколи подібного спрямування не мала Театральна бібліотека у Санкт-Петербурзі, що була перш за все бібліотекою придворних театрів, аристократичним і елітарним зібранням практично елітних матеріалів, відповідних саме придворній бібліотеці. Відбиток елітарної культури вона має і зараз, що є важливою складовою кожної справжньої культури, де є і народні, і демократичні, і елітарні складові, важливі для її подальшого розвитку у майбутньому.

## Фонди Театральної бібліотеки
- Рукописний і репертуарний (а також цензурний) фонд російських театрів від середини 18 ст. до початку 20 ст.
- Рукописний цензурний фонд драматичних творів на мовах народів Російської імперії за період 1865—1917 рр.
- Колекція драматичних творів Франції 16—18 століть (колишнє зібрання князя А. Я. Лобанова-Ростовського).
- Фонд петербурзької французької трупи 19 ст.
- Фонд петербурзької німецької трупи 19 ст.
- Фонд «Епістолярія» (зразки листування М. Щепкіна, Л. Толстого, В. Комиссаржевскої, Островського, Ф. Шаляпіна тощо.)
- Фонд приватних архівів лише декотрих відомих театральних діячів і акторів.
- Архів пані М. І. Тишкевич, котра була директором і фактично першим рятівникомм Театральної бібліотеки в роки ленінградської блокади. До речі, Театральна бібліотека працювала увесь період блокади у місті.

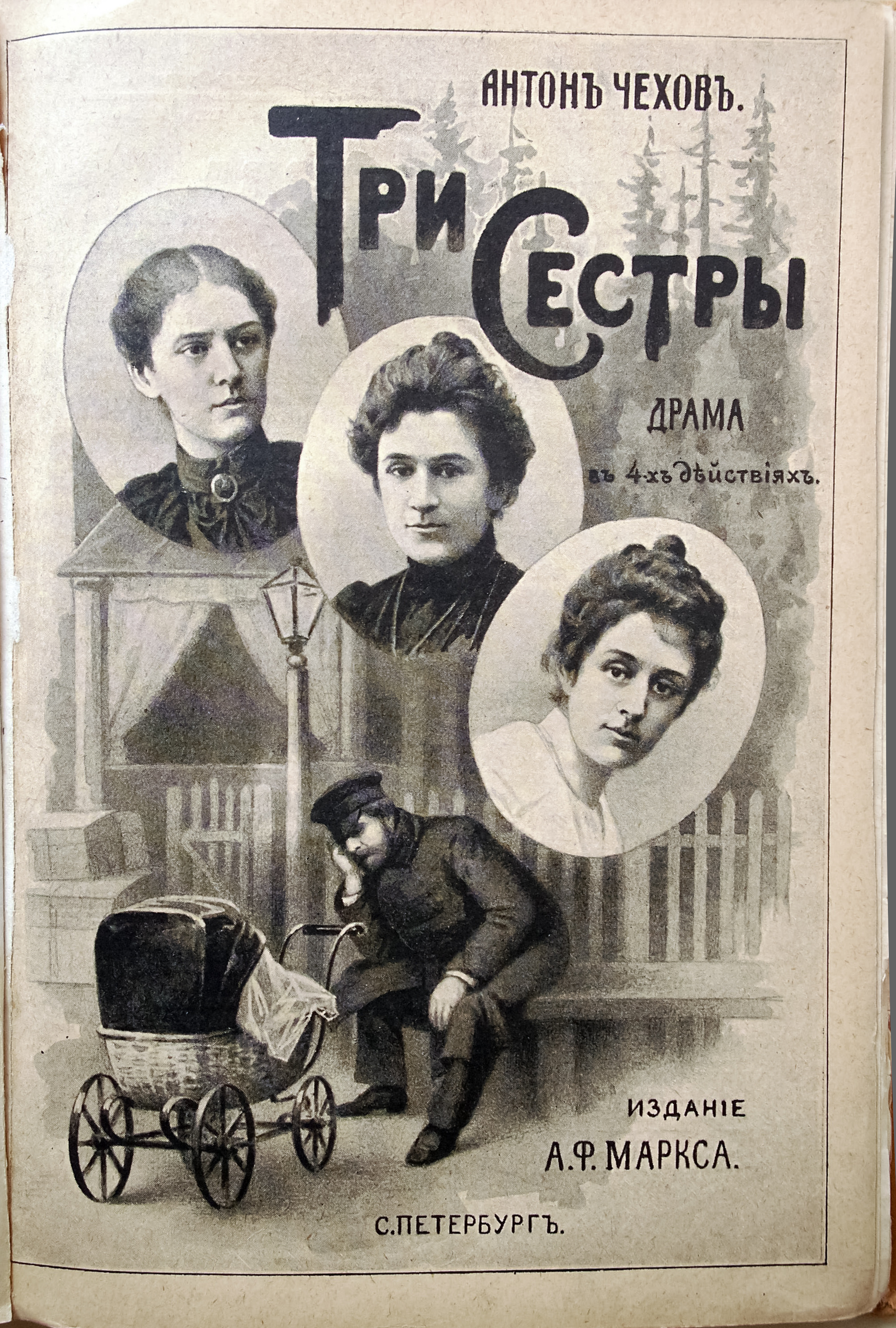
А. П. Чехов. Обкладинка першого окремого видання п'єси «Три сестри», 1901 рік.
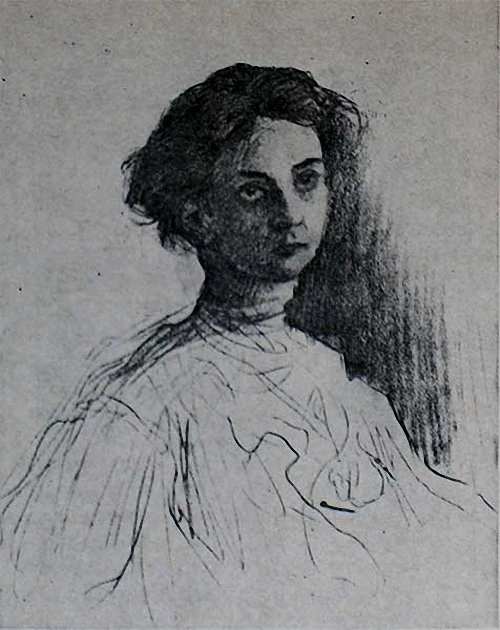
Худ. Мойсей Слепян. Віра Коміссаржевська у ролі Варвари Михайлівни, « Дачники » М. Горький, 1905 р.
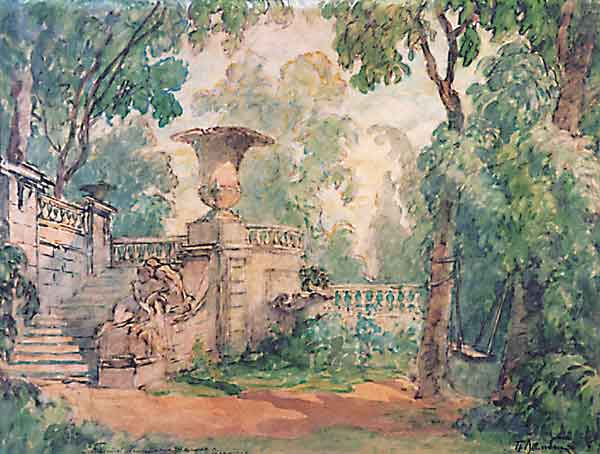
Худ. П.Б. Ламбіс. Ескіз декорації до балета «Випробування Даміса», до 1900 р. Збірка Театральної бібліотеки (Санкт-Петербург)
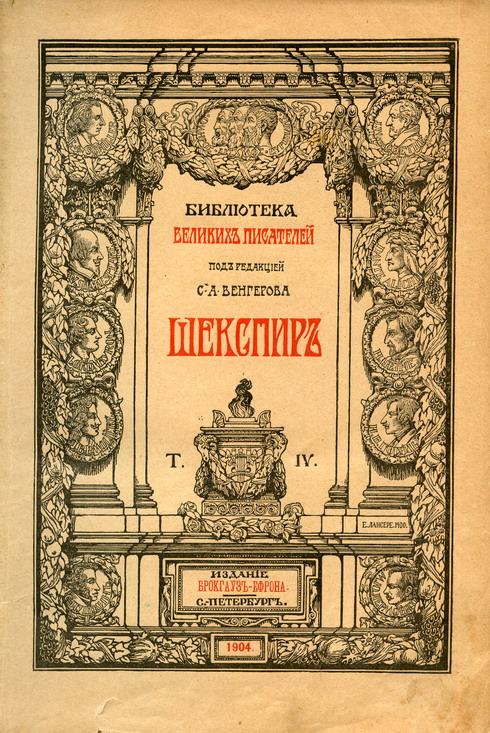
Титул видання Шекспіра в перекладах російських поетів, 1904 р.

## Виставкова Камінна зала
За декілька століть існування Театральна бібліотека накопичила чимало раритетів і матеріалів, що набули музейного значення. За постійним браком вільних площ перші виставки у бібліотеці створювали у коридорах та у читальній залі, і без того малій. Тому пізніше була організована виставкова Камінна зала.
Тематика виставок — ювілеї живих і тих, хто нас покинув, ювілеї і значущі досягнення театральних колективів, театральних художників, аналітика, довготривалі вистави, твори студентів сценографічного факультету Академії мистецтв тощо.

## Друковані видання Театральної бібліотеки (російською)
- «Ежегодник Императорских театров» (до 1917 р.)
- журнал «Бирюч Петроградских государственных театров» (після 1917 р.)
- «Записки Санкт-Петербургской Театральной библиотеки»
- сборники «Театральное наследие»
- низка монографій на базі матеріалів бібліотеки

## Небібліотечні проблеми
Фондосховище, створене ще 1924 р., було відповідно обладнане під час капітального ремонта в бібліотеці. Створені умови підтримувати температурний, світлозахисний, вентиляційний, протипожежний режими. Але всього не передбачиш.
Влітку 1988 року протекла вода у приміщення фонда іноземної драматургії та у фонд Михайла Фокіна. Бібліотека не розрахована ні на значні катастрофічні події, ні на значні реставраційні роботи при дотриманні відповідних захисних режимів. Але катастрофа сталася і були проведені негайні рятівні заходи по збереженню постраждалих від вологи фондів. В пригоді стали аматорські і фахові рятівні заходи. На мотузках розвішувани видання, а вологі видання і матеріали сушили фенами, принесеними жінками з дому. На допомогу прийшли співпрацівники інших бібліотек. Реставрація пошкоджених матеріалів тривала роками. Але наслідки не були такими непоправними і трагічними, як пожежа у Бібліотеці Академії наук у Ленінграді взимку 1988 року, коли за призменшеними розрахунками було знищено видань на 297.000 руб. (знищений газетний фонд академічної бібліотеки ніяк не оцінили і у розрахунок втрат не подали…) Бо 1988 р. згоріли три фондосховища.
Весною 1998 року двічі (!) водою було залите фондосховище рідкісних видань Театральної бібліотеки… Катастрофа сталася наприкінці робочого дня і жінки-працівниці бібліотеки замість праці вдома мали нагоду працювати нову добу. Зі сховища вручну було винесено 300.000 одиниць збереження. Знову були мотузки і вологі видання на них і на всіх столах. Знову були помічники і рятівники з інших бібліотек, сушка фенами і розігрітими прасками. Знову перегляд-ревізія і відбір матеріалів на реставрацію.
Катастрофи і пожежі у бібліотеках мають бути зведені до мінімумів. Бо національні бібліотеки — такий же генофонд нації, як і генофонд живих людей, тільки генофонд культурний.